# Salvia compar
Salvia compar là một loài thực vật có hoa trong họ Hoa môi. Loài này được (Wissjul.) Trautv. ex Sosn. miêu tả khoa học đầu tiên năm 1933.